# Яманучи, Хэл
Харухико «Хэл» Яманучи (яп. 山内 春彦, англ. Haruhiko «Hal» Yamanouchi, род. 20 апреля 1946, Токио, Япония) — актёр, хореограф и танцор японского происхождения. Начинал карьеру в Италии, впоследствии прославился ролью Серебряного Самурая в фильме «Росомаха: Бессмертный». Помимо съёмок в кино, Яманучи также озвучивал азиатских актёров в итальянском дубляже иностранных фильмов.

## Биография
Харухико Яманучи родился в 1946 году в Токио. Его дед, Акио, был автором детских книг. Харухико вырос в префектуре Ниигата, окончил среднюю школу и изучал гуманитарные науки в Токийском университете иностранных языков. После окончания учёбы в 1971 году он переехал в Лондон, где посещал уроки драматического искусства и танцев. Обучался пантомиме у Линдсея Кемпа.
В 1975 Яманучи переехал в Италию, где начал участвовать в экспериментальных театральных постановках, а также выступать на фестивалях мимов во Флоренции. В том же году дебютировал в кино, и активно снимался вплоть до конца 1990-х.
В 2013 снялся в супергеройском боевике Джеймса Мэнголда «Росомаха: Бессмертный».

## Фильмография
| Год  |   | Русское название                | Оригинальное название                    | Роль                             |
| ---- | - | ------------------------------- | ---------------------------------------- | -------------------------------- |
| 1975 | ф | Фантоцци                        | Fantozzi                                 | азиатский шеф-повар              |
| 1976 | ф | Лишь бы не узнали все вокруг!.. | Basta che non si sappia in giro          | японский моряк                   |
| 1979 | ф | Гуманоид                        | L'Umanoide                               | солдат-гуманоид                  |
| 1979 | ф | Суббота, воскресенье и пятница  | Sabato, domenica e venerdì               | восточный мужчина                |
| 1980 | ф | Последний охотник               | L'ultimo cacciatore                      | вьетнамский солдат               |
| 1981 | ф | Дама с камелиями                | La Dame aux camélias                     | мим                              |
| 1983 | ф | 2019: После падения Нью-Йорка   | 2019 - Dopo la caduta di New York        | Король Пожирателей Крыс          |
| 1983 | ф | Синг-синг                       | Sing Sing                                | Чу Лай                           |
| 1984 | ф | Воины-2072                      | I Guerrieri Dell' Anno 2072              | Акира                            |
| 1985 | ф | Джоан Луй                       | Joan Lui                                 | Ярак                             |
| 1988 | ф | Призрак смерти                  | Un delitto poco comune                   | мастер-мечник                    |
| 1989 | ф | Синдбад за семью морями         | Sinbad of the Seven Seas                 | самурай                          |
| 1990 | ф | Роботы-бойцы                    | Robot Jox                                | японец                           |
| 1992 | ф | Чингисхан                       | Genghis Khan                             | монгол                           |
| 1997 | ф | Банзай                          | Banzai                                   | японский офицер                  |
| 1997 | ф | Нирвана                         | Nirvana                                  | Окасама Старр                    |
| 2004 | ф | Водная жизнь Стива Зиссу        | The Life Aquatic with Steve Zissou       | главарь пиратов                  |
| 2009 | ф | Пятое измерение                 | Push                                     | отец Поп-гёрл                    |
| 2010 | ф | Путь домой                      | The Way Back                             | официальный представитель        |
| 2012 | ф | Одиннадцатое сентября 1683 года | September Eleven 1683 - Battle of Vienna | крымский хан Мурад Герай         |
| 2013 | ф | Росомаха: Бессмертный           | The Wolverine                            | Итиро Ясида / Серебряный Самурай |
| 2016 | ф | Образцовый самец № 2            | Zoolander 2                              | мужчина в деревне                |
| 2017 | ф | Зерно                           | Buğday                                   | Леон                             |